# Venice (Floride)
Pour les articles homonymes, voir Venice.
La ville américaine de Venice est située dans le comté de Sarasota, dans l'État de Floride. En 2000, elle comptait 17 764 habitants.

## Actualité
L’enquête sur les attentats du 11 septembre 2001 a montré que trois des djidahistes impliqués dans ces événements, Mohammed Atta, Marwan al-Shehhi et Ziad Jarrah, ont séjourné à Venice et se sont entraînés à l’aéroport municipal.

## Presse
Le journal local est le Venice Gondolier Sun.

## Démographie
| 1930 | 1940 | 1950 | 1960  | 1970  | 1980   |
| ---- | ---- | ---- | ----- | ----- | ------ |
| 309  | 507  | 727  | 3 444 | 6 648 | 12 153 |

| 1990   | 2000   | 2010   | - | - | - |
| ------ | ------ | ------ | - | - | - |
| 16 922 | 17 764 | 20 748 | - | - | - |

## Source
- (en) Cet article est partiellement ou en totalité issu de l’article de Wikipédia en anglais intitulé « Venice, Florida » (voir la liste des auteurs).